# Gare de Rodez
La gare de Rodez est une gare ferroviaire française centre d'une étoile ferroviaire à trois branches constituée par les lignes de Capdenac à Rodez, de Castelnaudary à Rodez et de Sévérac-le-Château à Rodez. Elle est située avenue du Maréchal-Joffre, proche de la commune d'Onet-le-Château, à deux kilomètres environ du centre historique de la ville de Rodez, dans le département de l'Aveyron, en région Occitanie.
Gare de la Société nationale des chemins de fer français (SNCF), elle est desservie par des trains grandes lignes Intercités, des trains régionaux TER Occitanie et des trains de fret.

## Situation ferroviaire
Établie à 540 mètres d'altitude, la gare de bifurcation de Rodez est située au point kilométrique (PK) 309,737 de la ligne de Capdenac à Rodez, au PK 495,495 de la ligne de Castelnaudary à Rodez (partiellement déclassée) et au PK 624,277 de la ligne de Sévérac-le-Château à Rodez.

## Histoire

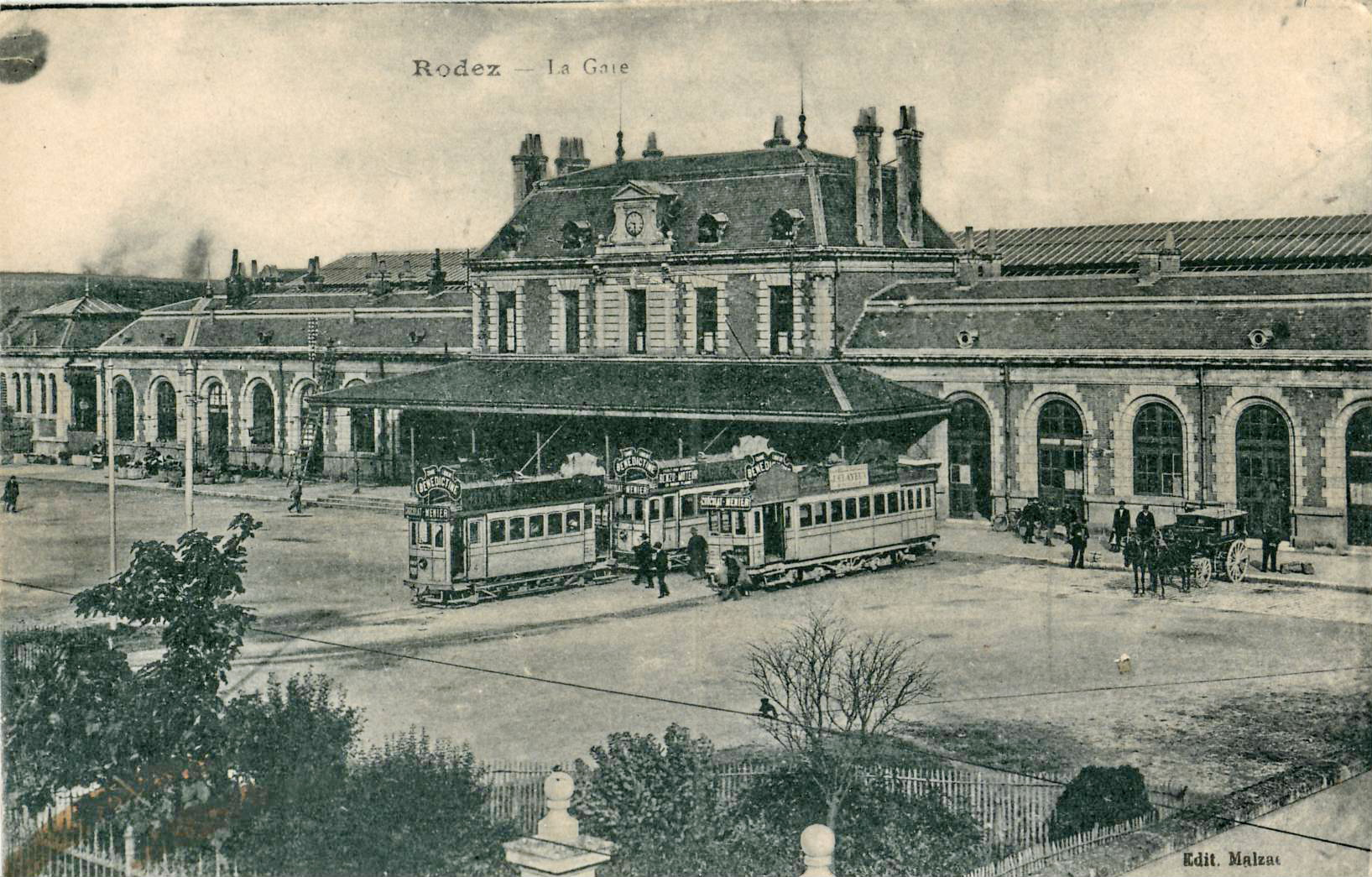
Trois rames du tramway de Rodez devant la gare, au début du XX

La gare de Rodez fut mise en service le 5 novembre 1860 par la Compagnie du chemin de fer de Paris à Orléans et la Compagnie des chemins de fer du Midi et du Canal latéral à la Garonne.
À cette époque, elle fut construite bien au-delà du cœur de la cité ruthénoise. Cependant, le tramway de Rodez assurait la jonction entre le centre-ville et la gare entre 1902 et 1920. Aujourd'hui, la ligne n'existe plus et a laissé place aux voies routières. Seul le réseau de transports urbains Agglobus assure de manière cadencée les transferts entre la gare et le centre-ville, en journée tout comme en soirée.
La gare de Rodez, parfois appelée « gare du Maréchal-Joffre », est la seule gare SNCF de la commune de Rodez, mais autrefois, il en existait une seconde aux portes du centre-ville, celle de « Paraire » en contrebas de l'actuel lycée Foch. Mais elle fut fermée dans les années 1970.
En 2014, Rodez sera à 1 h 50 de Toulouse grâce à la réfection complète de la ligne et de son doublement entre la capitale régionale et Saint-Sulpice permettant une meilleure organisation de la desserte de la ligne Rodez-Albi-Toulouse grâce au développement de la cadence ferroviaire ainsi que de la vitesse des trains. En effet, des missions TER semi-directes (Rodez - Carmaux - Albi - Toulouse), dans les deux sens, pourraient être créées afin de rejoindre la ville rose le plus rapidement que possible sans marquer d’arrêts dans certaines gares du parcours, là où le flux de voyageurs est moindre. Notons que les missions TER non-express seront conservées et pourront desservir les autres gares du parcours, comme auparavant.

## Fréquentation
De 2015 à 2021, selon les estimations de la SNCF, la fréquentation annuelle de la gare s'élève aux nombres indiqués dans le tableau ci-dessous. :
| Année                      | 2015    | 2016    | 2017    | 2018    | 2019    | 2020    | 2021    | 2022    | 2023    |
| -------------------------- | ------- | ------- | ------- | ------- | ------- | ------- | ------- | ------- | ------- |
| Voyageurs seuls            | 194 256 | 191 173 | 198 543 | 162 690 | 181 828 | 133 295 | 177 006 | 265 408 | 324 670 |
| Voyageurs et non voyageurs | 242 820 | 238 967 | 248 179 | 203 362 | 227 285 | 166 618 | 221 257 | 331 760 | 405 838 |

## Service des voyageurs

### Accueil
La gare est ouverte chaque jour de 5 heures à 1 heure.
Elle dispose d'un hall pour l'accueil des voyageurs, de guichets "ventes et informations" ainsi que de bornes TER et SNCF. Enfin, elle est accessible par les personnes à mobilité réduite et dispose de relais-commerce et d'un restaurant. Enfin, des taxis y sont disponibles.

### Desserte
Rodez est desservie par des trains grandes lignes Intercités de nuit de la relation (Albi-Ville) - Rodez - Brive-la-Gaillarde - Orléans - Les Aubrais - Paris-Austerlitz.
C'est également une gare du réseau TER Occitanie, elle est desservie par des trains régionaux qui relient Rodez à Toulouse-Matabiau ; Rodez à Brive-la-Gaillarde ; et jusqu'au 9 décembre 2017, Rodez à Millau. Ces relations régulières et cadencées permettent donc de rejoindre les gares de Toulouse-Matabiau et de Brive-la-Gaillarde, qui bénéficient de correspondances nationales voire internationales. Le temps de trajet est d'environ 2 heures 15 minutes depuis Toulouse-Matabiau, et d'environ 2 heures 30 minutes depuis Brive-la-Gaillarde.

### Intermodalité
La gare dispose de deux parkings, l'un au pied de l'édifice, l'autre de l'autre côté de l'avenue, établi sur trois niveaux. Ce dernier est payant et est géré par la société Vinci.
Dans le cadre de son Plan Global des Déplacements (PGD), l’agglomération ruthénoise a créé deux pôles visant à structurer les transports scolaires sur l'agglomération en fonction de la provenance des lignes et la destination des passagers. Il y a donc un pôle d’échanges à la gare SNCF et un pôle multimodal à La Mouline. Les lignes de transports scolaires provenant de tout le département, ou de villes plus importantes des régions limitrophes, se regroupent sur ces pôles afin de permettre aux passagers d'être orientés vers des bus à destination unique (recommandés notamment pour les élèves allant dans les établissements scolaires), d’utiliser le réseau de transport urbain Agglobus ou de prendre un train. De plus, il est également possible d’acheter des tickets de bus départementaux et urbains à la gare SNCF où un point de vente a été ouvert exclusivement pour cet usage.
Les autres villes du département sont reliées par autocar. Il existe actuellement 54 lignes de bus dans tout le département. Le pôle multimodal de Rodez en est son centre. Également, des bus régionaux desservent d'autres gares d'Occitanie.

## Service des marchandises
Cette gare est ouverte au service du fret.
La gare dispose de hangars de stockage et des quais à l'écart de la zone des voyageurs, derrière le pôle multimodal.